# Gábor Kubatov
Gábor Kubatov (Budapest, 17 febbraio 1966) è un politico, imprenditore e dirigente sportivo ungherese, membro dell'Assemblea nazionale (Országgyűlés) eletto nelle liste del partito Fidesz - Unione Civica Ungherese dove fu iscritto nella lista regionale Budapest dal 2006 al 2014, per poi passare da quell'anno come rappresentante nazionale..
Oltre alla sua attività politica è presidente del Ferencváros.